# Minusio
Minusio (lmo. Minüs) – miejscowość i gmina w południowej Szwajcarii, w kantonie Ticino, w okręgu (distretto) Locarno, w powiecie (circolo) Navegna. Leży nad jeziorem Lago Maggiore.  

## Demografia
W Minusio mieszka 7 340 osób. W 2021 roku 24,4% populacji gminy stanowiły osoby urodzone poza Szwajcarią. 

## Transport
Przez teren gminy przebiegają autostrada A13 oraz droga główna nr 13.